# لاري توماس (سائق سباق)
لاري توماس (بالإنجليزية: Larry Thomas)‏ هو سائق سباق أمريكي، ولد في 13 أبريل 1936، وتوفي في 25 يناير 1965 في جورجيا في الولايات المتحدة.